# Toni & Guy
Toni & Guy — американо-британский парикмахерский бренд, представляющий сеть салонов красоты по всему миру и академии для подготовки профессиональных парикмахеров, и стилистов.

## История
Toni & Guy, как компания по уходу за волосами, была основана в Лондоне в 1963 году братьями Джузеппе (Toni) и Гаетано (Guy) Масколо, к которым позже присоединились младшие братья Бруно и Энтони. В компании существует более 400 салонов. Tony & Guy завоёвывала такие награды, как «London Hairdresser of the Year» (11 раз) и «South West Hairdresser of the Year 2006».
Компания имеет собственный журнал в Великобритании и собственный телеканал «Toni and Guy.TV», а также салоны по всему миру и академии в Великобритании, Ирландии, Германии, США, Норвегии, Канаде, Нидерландах, Тайване, Гонконге, Сингапуре, Австралии, Швеции, Испании, России и Украины. Кроме того компания производит средства по уходу за волосами (LABEL M) и инструменты для создания причёсок (утюги для волос). У компании есть группа салонов под названием Essensuals, которую возглавляют дети Джузеппе Масколо, Саша Масколо-Тарбук и Кристиан Масколо.
В 1975 году сделали первый шаг к сфере образования и откликнулись на предложение устроить шоу для студентов колледжей по всему Объединённому Королевству.
В 1976 Бруно опубликовал первую книгу по парикмахерскому искусству.
В 1978 Toni & Guy вместе с арт-группой принимают участие в салон-78. Сотворённая Энтони причёска заставляла аудиторию аплодировать стоя. В этом же году открывается салон в Риме, а в следующем — академия. 
В 1985 Бруно уезжает в США где открывает салон в Далласе на Шерри Лэйн. Энтони получает приз British hairdressing Awards в номинации «Лучший парикмахер года». Это «Оскар» парикмахерского искусства.
В 1990 Энтони получает сразу 2 награды от British hairdressing Awards: Лондонского парикмахера годи и Британского парикмахера года. На протяжении 90-х Toni & Guy продолжает расти, открывая всё больше и больше салонов в США и Японии, а также в Гилфорде, Виндзоре и Ричмонде. Кроме этого появляются новый руководящий офисв Брентфорде и Академия в Далласе. Помимо этого Энтони организовал Британский тур для Содружества парикмахеров.
В 1996 вышла первая книга по технике колорирования «Colour with Attitude», сопровождаемая видеоматериалом с коллекции года. Открылись салоны в Сингапуре, Дублине, Глазго.
В 2006 за время своего существования Toni & Guy получил 85 наград, 47 из которых были вручены на British hairdressing Awards. Toni & Guy неоднократно удостаивался звания Superbrand (эту награду получают только самые известные и сильные бренды Великобритании) — в 2005,2006,2008/09 годах, а также звания Cool Brand в 2006 году. Toni & Guy первая компания парикмахерской индустрии когда-либо получавшая эти две награды.
В 2009 Toni & Guy открыло своё производство в Екатеринбурге.
С 1963 года основания компании и по сей день, Toni & Guy переросли из салона на юге Лондона в международную организацию, объединяющую салоны и академии по всему миру. Toni & Guy — один из самых респектабельных парикмахерских лейблов. Сегодня корпорация стала всемирной и насчитывает более 500 салонов и 18 собственных академий. Салоны Toni & Guy находятся на всех материках, кроме Антарктиды.

## Организация

### Toni & Guy International
Toni & Guy International — международное отделение компании, базирующееся в Великобритании и возглавляемая Toni Mascolo. Салоны с данным брендом работают по всему миру, кроме Северной и Южной Америки.

### Toni & Guy USA
Бруно Масколо возглавляет «Toni & Guy USA» в США.